# Joe Adler
Joe Adler (Los Angeles, 29 maart 1993) is een Amerikaans acteur.

## Carrière
Adler begon in 2010 met acteren in de televisieserie NCIS, waarna hij nog meerdere rollen speelde in televisieseries en films. Hij speelde in onder andere Prom (2011), The Mentalist (2013-2015) en Grey's Anatomy (2015-2016).

## Filmografie

### Films
Uitgezonderd korte films.
- 2023 Before the World Set on Fire - als Kasper
- 2023 Americana - als Fun Dave
- 2022 The Greatest Beer Run Ever - als Red
- 2020 The Bloodhound - als Jean Paul Luret
- 2018 Kill Game - als Nathan Nesbitt
- 2016 Zoobiquity - als Richard Samuels
- 2014 The Maze Runner - als Zart
- 2011 Field of Vision - als Cory Kimble
- 2011 Prom - als Rolo

### Televisieseries
Uitgezonderd eenmalige gastrollen.
- 2022 Bosch: Legacy - als Jeffrey Herstadt - 2 afl.
- 2021 All Rise - als Leonard Smith - 2 afl.
- 2018 American Crime Story - als Jerome - 2 afl.
- 2017-2018 Damnation - als DL Sullivan - 10 afl.
- 2017 Twin Peaks - als Roger - 3 afl.
- 2015-2017 Grey's Anatomy - als dr. Isaac Cross - 18 afl.
- 2013-2015 The Mentalist - als Jason Wylie - 26 afl.
- 2012-2014 Shameless - als Colin Milkovich  - 3 afl.